# Trutzhof (Pleystein)
Trutzhof ist eine Wüstung in der Gemarkung von Pleystein östlich der Trutzhofmühle am Hang. Spuren im Gelände und der Flurname Trutzhof in historischen Karten weisen auf die Lage des historischen Orts hin.
Er wurde 1615 als Meierhof von Tobias Schubhardt erbaut. Zuerst gab es viele Einwände gegen den neu zu erbauenden Hof, den sein Besitzer, der Burggut zu Pleystein wohnte, errichten wollte. Er selbst meinte, das Burggut sowie seine Pferde- und Viehställe seien eingefallen und müssten neu erbaut werden. Dann wäre es aber besser, den neuen Hof in der Nähe seiner Wiesen und Felder zu errichten, was eine leichtere Bestellung möglich mache. Die Bedenken des Statthalters richteten sich gegen die große Menge an benötigtem Bauholz und einen möglichen Schaden gegenüber den Angrenzern durch eine höhere Weidenutzung; die Stadt Pleystein hatte noch Bedenken, da sich in einer solchen Einöde nahe dem Wald bald „unnütz Volk un Gesindel“ herumtreiben würde. Nachdem Schubhardt eine Erklärung abgegeben hatte, dass er niemanden schaden werde, konnte der Hof gebaut werden. Der Name leitet sich seitdem davon ab, dass Schubhardt die Gemarkung, die früher „der Stockfurth“ geheißen hatte, dem Fürsten und den Nachbarn abgetrotzt hat. Nach dem Dreißigjährigen Krieg lag der Trutzhof 1651 öd, wird aber 1765 als Pertinenz des Burggutes in Pleystein beschrieben. 
Am 15. Juli 1786 wurde „das Haus zum Trutzhof“ durch den Kurfürsten an einen nicht genannten „Fabrik- und Manufakturs-Entreprenneur“ verkauft. In den Jahrzehnten davor ist am Trutzhof der Familienname Lindner belegt.
In der "Geographischen Matrikel des Bißthums Regensburg" von 1813 wird der Ort unter der Pfarrei Pleystein des Landgericht Vohenstrauß im Regenkreis geführt. In späteren Matrikeln der Diözese ist der Trutzhof nicht mehr zu finden. In seinem Lexicon von 1832 erwähnt Eisenmann fünf Einwohner in der Einöde Trutzhof. Heute steht hier die am Zottbach gelegeneTrutzhofmühle.
Die Wüstung Trutzhof ist als Bodendenkmal D-3-6340-0116 gelistet.